# Маунт-Стерлінг (Вісконсин)
Маунт-Стерлінг (англ. Mount Sterling) — селище (англ. village) в США, в окрузі Кроуфорд штату Вісконсин. Населення — 189 осіб (2020).

## Географія
Маунт-Стерлінг розташований за координатами 43°18′58″ пн. ш. 90°55′45″ зх. д. / 43.31611° пн. ш. 90.92917° зх. д. (43.316244, -90.929213).  За даними Бюро перепису населення США в 2010 році селище мало площу 3,68 км², уся площа — суходіл.

## Демографія
Згідно з переписом 2010 року, у селищі мешкало 211 осіб у 88 домогосподарствах у складі 63 родин. Густота населення становила 57 осіб/км².  Було 98 помешкань (27/км²).
Расовий склад населення:
| - 99,5 % — білих - 0,5 % — азіатів |

До двох чи більше рас належало 0,0 %. Частка іспаномовних становила 0,0 % від усіх жителів.
За віковим діапазоном населення розподілялося таким чином: 26,5 % — особи молодші 18 років, 57,4 % — особи у віці 18—64 років, 16,1 % — особи у віці 65 років та старші. Медіана віку мешканця становила 42,4 року. На 100 осіб жіночої статі у селищі припадало 97,2 чоловіків;  на 100 жінок у віці від 18 років та старших — 101,3 чоловіків також старших 18 років.
Середній дохід на одне домашнє господарство  становив 46 232 долари США (медіана — 38 750), а середній дохід на одну сім'ю — 55 534 долари (медіана — 51 875). За межею бідності перебувало 7,9 % осіб, у тому числі 18,8 % дітей у віці до 18 років та 4,5 % осіб у віці 65 років та старших.
Цивільне працевлаштоване населення становило 109 осіб. Основні галузі зайнятості: виробництво — 30,3 %, освіта, охорона здоров'я та соціальна допомога — 21,1 %, будівництво — 12,8 %, науковці, спеціалісти, менеджери — 10,1 %.